# Alicia Santaella
Alicia Santaella Murias (Buenos Aires, Argentina; 29 de diciembre de 1918-Santiago, Chile; 31 de julio de 2014) fue una escritora y guionista de radio y televisión y otros medios escritos. Conocida principalmente por haber escrito una de las primeras telenovelas de Chile, El litre 4916.

## Biografía
Alicia Santaella Murias nació en Buenos Aires el año 1918. En 1936 estudió en la más grande universidad de Argentina y una de las mayores y más prestigiosas de América Latina: la Universidad de Buenos Aires. En donde obtuvo el título con honores de Doctora en Filosofía y Letras. Su tesis doctoral fue "Rosalía de Castro: vida poética y ambiente" quien fue una poetisa y novelista española de mediados del siglo XIX. Dicha edición fue auspiciada por el Centro Gallego.
Al poco tiempo de recibirse comenzó a estudiar leyes en la misma universidad. En esos años, conoció al abogado chileno Roberto Soto Vera quien sería su futuro marido, compañero de vida y padre de sus 4 hijas. 
Enamorada, abandonó sus estudios y emprendió el viaje que duraría toda su vida: Santiago de Chile. 
Luego de asentarse en Chile, comenzó a trabajar particularmente en televisión cuando esta recién comenzaba en los años 1960. Fue pionera en desarrollar una de las primeras teleseries chilenas, "El litre 4916" que comenzó a transmitirse el 1 de abril de 1965 y se mantuvo al aire durante tres años continuados con un capítulo unitario una vez a la semana. Alcanzó todos los rankings de popularidad y el mayor premio de espectáculos para ese tiempo: la Cámara de Oro de 1967.
Durante el gobierno de la Unidad Popular abandona su trabajo televisivo y se dedica a escribir ensayos y cuentos, que años más tarde serán publicados con muy buena crítica. A partir de 1974, retoma el trabajo de guionista y se incorpora a Televisión Nacional de Chile (TVN) y luego al Canal 9 con cuentos infantiles.
En la década de 1990 se dedica principalmente a escribir libros de cuentos, normalmente de índole cotidiana e históricos. En 1999, con 81 años de edad, deja de escribir debido a problemas de salud, pero sus variados libros y guiones sin duda quedaran en la memoria colectiva de todo aquel que vio, oyó y leyó su magnífica, divertida y educativa obra literaria.
Alicia Santaella falleció en Santiago de Chile, en 2014.

## Distinciones
Alicia Santaella ganó el concurso literario de El Mercurio de Valparaíso con su cuento "Maldición Serrana", en 1950. Por su obra de El Litre 4916, ganó premios de TV Guía "El termómetro de la popularidad", en 1966, y con la revista Radiomanía, el premio "los 21 de la Fama".

## Producciones

### Telenovelas
- El litre 4916. Canal 13 TV UC (1965-1967)
- Amalia. Canal 13 TV UC (1967)

### Series de televisión
- Adaptaciones para TV: El socio, El loco Estero, El caso de la mujer asesinadita, Golondrina de invierno, Amalia Canal 13 TV UC. (1965-1969)
- No Se Vaya, Aquí Viene Panchita. Canal 4 Valparaíso (1966)
- Esta Mujer Eres Tú. Canal 13 TV UC. (1967-1969)
- Teleclub Juvenil. Canal 13 TV UC. (1967-1969)
- La Noche Tiene Un Nombre. Canal 13 TV UC (1968)
- Serie Legal TV. Canal 13 TV UC (1968-1969)
- El Caso de los Cigarrillos Hechos a Mano. Concurso de Obras de Misterio. Canal 13 TV UC (1969)
- Buenos Días Señora. Primer Matinal Femenino de la TV. Diario, de 10 a 12 horas. Canal 9 (1970)
- Cuarteto para instrumentos de muerte (TVN, 1970)
- Buenas Tardes Señora. Femenino, diario. Canal 9 (1970)
- Juntémonos en el Nueve. Magazinesco. Canal 9 (1970)
- Mi Papá y Mi Mamá. Canal 7 TVN (1974)
- Cuentos Infantiles.Canal 9 (1975)
- Cuentos de Pitín. Canal 9 (1975)
- Desde Mi Pueblo. Canal 7 TVN (1976)

### Radio
- Cuénteme su Drama. Radio del Pacífico (1949-1959)
- Diálogos al Mediodía. Radio Nuevo Mundo (1953)
- Gabriela Mistral, José Miguel Carrera, Bernardo O'Higgins. Radio Universidad Técnica del Estado (1959-1960)
- Efemérides Americanas. Por la Sociedad Panamericana de Chile. Radio (1961 - 1963)
- Se Llamó. . Biografía de Escritores Nacionales, Radio Nacional (1975 - 1978)
- En aquel Año de 1910... Radio Universidad de Santiago (1981)

### Libros y novelas
- Dos Almas. Novela (1938)
- Cuentos de mi Tierra. Cuentos (1954)
- A Ti Que Eres Joven. Biografía de Santa Rafaela María, fundadora de las Esclavas del Sagrado Corazón de Jesús (1955)
- En Tierras de la Quintrala. Cuentos (1957)
- El Mundo es Una Payasada. Cuentos (1991)
- ¡Y Aquí Estoy Otra Vez! Cuentos (1993)
- Contraataque al Paso del Tiempo. Cuentos (1996)
- ¡¡Cuentos de Nuevo!! ¿Y Por Qué No? Cuentos (1997)
- En Aquel Año de 1810. Cuentos Históricos (1998)
- Cuentos Cotidianos. Cuentos (1999)

### Otras obras
- Rosalía de Castro. Ensayo crítico. Auspiciado por el Centro Gallego de Buenos Aires. Editorial Emecé (1941)
- Kaleidoscopio. Café Concert. Teatro Crazy Horse (1980)
- San Ignacio de Loyola y Su Proyección Histórica. Ensayo. Premio Círculo de Profesionales Hispánicos (1982)
- Los Mejores Artículos. Separata, Negro en el Blanco (1989)
- Yo, Segundo Silva González. Mis Vivencias Bajo Tres Gobiernos. Novela. Separata, Negro en el Blanco (1989)
- Separatas del País (1992 - 1993)